# Vicariato apostólico de Melanesia
El vicariato apostólico de Melanesia (en latín: Vicariatus Apostolicus Melanesiae) fue una circunscripción eclesiástica de la Iglesia católica en Oceanía. Se trataba de un vicariato apostólico latino, inmediatamente sujeto a la Santa Sede. Fue suprimido el 10 de mayo de 1889.

## Territorio y organización
El vicariato apostólico extendía su jurisdicción sobre los fieles católicos de rito latino residentes en Nueva Guinea, las islas Salomón y el archipiélago Bismarck.

## Historia
El vicariato apostólico de Melanesia fue erigido el 19 de julio de 1844 con el breve Ex debito del papa Gregorio XVI, derivando su territorio de la división del vicariato apostólico de Oceanía Occidental, que dio origen también al vicariato apostólico de Micronesia.
La evangelización de estas tierras fue confiada inicialmente a los misioneros maristas. Sin embargo, tras el asesinato del primer vicario Jean-Baptiste Épalle y de otros misioneros maristas, y la muerte del segundo vicario Jean-Georges Collomb por fiebre, la misión se detuvo. Unos años después de la muerte de Collomb, fue confiada a los misioneros italianos del Pontificio Instituto Misiones Extranjeras. El padre Paolo Reina fue nombrado prefecto apostólico para Melanesia y Micronesia el 11 de enero de 1852. Entre los misioneros italianos destacaron los sacerdotes Carlo Salerio y Giovanni Mazzucconi, que murió mártir en 1855 en la isla Woodlark. Las dificultades de la misión y la falta de fuerzas obligaron a Reina y Salerio a refugiarse en Hong Kong en 1858, donde Reina murió el 14 de marzo de 1861.
De hecho, el vicariato quedó sin misioneros y sin puestos de misión después de la marcha de Reina, quedando así vacante el vicariato apostólico hasta 1887. La atención pastoral era ejercida sólo nominalmente por el vicariato apostólico de Oceanía Central (hoy diócesis de Tonga).
En 1885 la misión, abandonada durante años, fue confiada a los Misioneros del Sagrado Corazón. En julio de ese año tres misioneros desembarcaron en la isla Yule, a 150 kilómetros de distancia alrededor de Puerto Moresby, y el 4 de julio el padre Enrico Verjus celebró una misa por primera vez en el Territorio de Papúa. Dos años más tarde el hermano André Navarre fue nombrado vicario apostólico.
El 10 de mayo de 1889, mediante el breve Ut catholica fides del papa León XIII, las misiones en esa región del océano Pacífico fueron reorganizadas de la siguiente manera: el vicariato apostólico de Melanesia cedió las islas Salomón y el archipiélago Bismarck al vicariato apostólico de Micronesia, que asumió el nombre de vicariato apostólico de Nueva Bretaña (hoy arquidiócesis de Rabaul); y al mismo tiempo el vicariato apostólico de Melanesia asumió el nuevo nombre de vicariato apostólico de Nueva Guinea (hoy arquidiócesis de Puerto Moresby).

## Episcopologio
- Jean-Baptiste Épalle, S.M. † (19 de julio de 1844-19 de diciembre de 1845 falleció)
- Jean Georges Collomb, S.M. † (19 de febrero de 1846-16 de julio de 1848 falleció)
  - Sede vacante (1848-1887)
- Louis-André Navarre, M.S.C. † (17 de mayo de 1887-10 de mayo de 1889 nombrado vicario apostólico de Nueva Guinea)